# Cherokee (Alabama)
Cherokee is een plaats (town) in de Amerikaanse staat Alabama, en valt bestuurlijk gezien onder Colbert County.

## Demografie
Bij de volkstelling in 2000 werd het aantal inwoners vastgesteld op 1237.
In 2006 is het aantal inwoners door het United States Census Bureau geschat op 1184, een daling van 53 (-4,3%).

## Geografie
Volgens het United States Census Bureau beslaat de plaats een oppervlakte van
5,8 km², geheel bestaande uit land. Cherokee ligt op ongeveer 162 m boven zeeniveau.

## Plaatsen in de nabije omgeving
De onderstaande figuur toont de plaatsen in een straal van 32 km rond Cherokee.